# Fermentãos
Fermentãos é uma aldeia transmontana situada a 26,8 km de Bragança. A aldeia de Fermentãos pertence à freguesia de Sendas. Faz ainda parte desta freguesia a aldeia de Vila Franca.

## Meios de Transporte
No que diz respeito ao acesso à aldeia, além do transporte
por veículo próprio através da auto-estrada (A4) e da estrada nacional (N15),
pode também chegar até lá através do serviço de transportes urbanos de Bragança
(STUB).
Foi em tempos servida pelo comboio, que antes de ser extinto, era o
meio de transporte mais usado por estudantes e habitantes da aldeia, embora o
trajecto fosse demorado. De Fermentãos a Bragança demorava perto de 1
hora. Fermentãos continha um apeadeiro principal que se localizava
bastante longe para os habitantes, que decidiram, então, construir um que se
localizasse mais perto. Passados aproximadamente 23 anos do encerramento da
linha do comboio, esta e os respectivos apeadeiros encontram-se abandonados e
já em estado degradado.

## Pontos de interesse
A aldeia tem-se desenvolvido de modo a melhorar as condições dos seus habitantes e a cativar novos moradores e visitantes. Têm sido, por isso, criados diversos serviços e espaços e melhorados outros.

### Centro de Convívio
É o caso do centro de convívio, com boas condições para usufruto da aldeia e da freguesia. Este centro de convívio acolhe semanalmente, em tempo de caça, os caçadores da Associação de Caçadores da freguesia para o almoço neste local. Este grupo de caçadores organiza também um convívio anual entre as aldeias da freguesia que inclui um almoço com peças de caça (Javali) para todos os habitantes. Este espaço recebe também mensalmente um enfermeiro para cuidar da saúde dos habitantes. Está, ainda, aberto todos os dias como café da aldeia.

### Polidesportivo
O centro de convívio tem um balneário que o liga a outro espaço de grande importância na aldeia: o Polidesportivo de Fermentãos. Este espaço era muito usado pelo Grupo Desportivo e Recreativo de Fermentãos em jogos com os seus adversários. No entanto, como o Grupo Desportivo e Recreativo de Fermentãos já não existe, devido à falta de jogadores, atualmente, o Polidesportivo é usado pelos jovens emigrantes e habitantes da aldeia em jogos de futebol na época de verão. Durante o resto do ano é pouco usado, pois há poucos jovens a habitar diariamente na aldeia.

### Moinho Comunitário
Fermentãos tem, também, um moinho comunitário situado junto do parque de merendas da aldeia. Este moinho foi recuperado no ano de 2007 e encontra-se em muito bom estado. É um bonito local que convida a visitar a aldeia. Neste local realizam-se anualmente as tradicionais “Sardinhadas” que contam com boa disposição muita alegria e amizade. Nestes convívios não podem
faltar os jogos tradicionais como saltar à corda, puxar à corda e muitos outros que foram desaparecendo com o passar do tempo, muita música e partidas de futebol para todos os rapazes se divertirem. Este local também já serviu de palco para almoços depois de longas caminhadas pela freguesia, organizadas pela Câmara Municipal de Bragança. 

### Reserva de água
Junto ao moinho, foi feita uma reserva de água, para que em caso de incêndio na aldeia ou nas imediações, um helicóptero possa aceder a essa reserva e extinguir de imediato o fogo. Em variadas zonas da aldeia, podemos, também, avistar a existência de Bocas de incêndio para uma eventual emergência.

### Fonte de Mergulho
No centro da aldeia existe uma fonte de mergulho muito antiga onde as pessoas se deslocavam a buscar a água necessária para o seu quotidiano.

### Poça de Regadio
Junto á fonte de mergulho, existe um depósito de água, que em época de verão é utilizado pelos agricultores para regar os produtos das suas hortas. Dirigida por um canal, a água chega ás propriedades junto a esta. Define-se, por ser essencial para manter as hortas verdes e para criar os frutos que por fim os agricultores recolherão.

### Forja
Perto desta há também uma forja onde os agricultores iam arranjar as suas ferramentas, para as tarefas diárias na agricultura. Encontra-se em bom estado de conservação e possível para visitar.

### Escola Primária
A aldeia continha também uma escola primária entretanto desativada, fruto do reduzido número de crianças na aldeia e que se encontra agora abandonada. 

## Tradições
Antigamente, praticavam-se variados jogos, como forma de preenchimento dos tempos livres e proporcionando o convívio, sobretudo dos rapazes mais novos. O jogo do Fito, da Relha, do Calhau, do Ferro, do Pingue, da Bilharda ou da Roça são exemplos dos jogos praticados nesta aldeia.

## Gastronomia
Nesta região transmontana predominam os produtos regionais de Trás-os-Montes como o Fumeiro (derivados da matança do porco),os rojões e o botelo, o tradicional pão cozido em forno de lenha, o folar, na época da Páscoa, as filhós, as rosquilhas, os económicos, e muitos outros.

## Agricultura
Antigamente, os agricultores usavam técnicas rudimentares, utilizavam os animais para fazer os seus trabalhos e muitos dos produtos recolhidos nas hortas provinham do esforço e dedicação de cada um.
Actualmente esse processo encontra-se em vias de extinção, e a agricultura é mais modernizada.

## Religião
A igreja  é outro ponto de interesse e de visita obrigatória. Não se tem informação concreta sobre o ano de construção, mas contém santos muito antigos por quem a população tem muita devoção. São a Sta. Rita de Cassia, Divino Senhor, S. Miguel, Nossa Senhora da Conceição, Sagrado Coração de Jesus, São Gregório, Sto. António, Nossa Senhora de Fátima e Sta. Teresinha. Nela existe, também, um quadro muito antigo de Sta. Rita do século XVIII que foi restaurado no século XX. Todos os anos são realizadas festas em louvor de Sta. Rita e do Divino Senhor que têm dois dias de festejo, com as missas próprias, procissão e, à noite, um baile organizado pelos mordomos. O segundo dia de festejo é marcado pela tradicional rosca, que consiste em leiloar produtos que os habitantes oferecem. Para os restantes santos são realizadas Eucaristias em seu louvor no dia próprio de cada um.
A aldeia contém, ainda, três capelas e um nicho: a capela de São Sebastião, a capelinha das Almas do Purgatório, a capela do Sto. Padre Cruz e o nicho do Sto. Padre Cruz. É uma aldeia muito religiosa e as pessoas têm muita fé.